# Oxyopes rukminiae
Oxyopes rukminiae är en spindelart som beskrevs av Gajbe 1999. Oxyopes rukminiae ingår i släktet Oxyopes och familjen lospindlar. Inga underarter finns listade i Catalogue of Life.